# Protonemura macrodacyla
Protonemura macrodacyla är en bäcksländeart som beskrevs av Du och Wang 2007. Protonemura macrodacyla ingår i släktet Protonemura och familjen kryssbäcksländor. Inga underarter finns listade i Catalogue of Life.